# 방코램

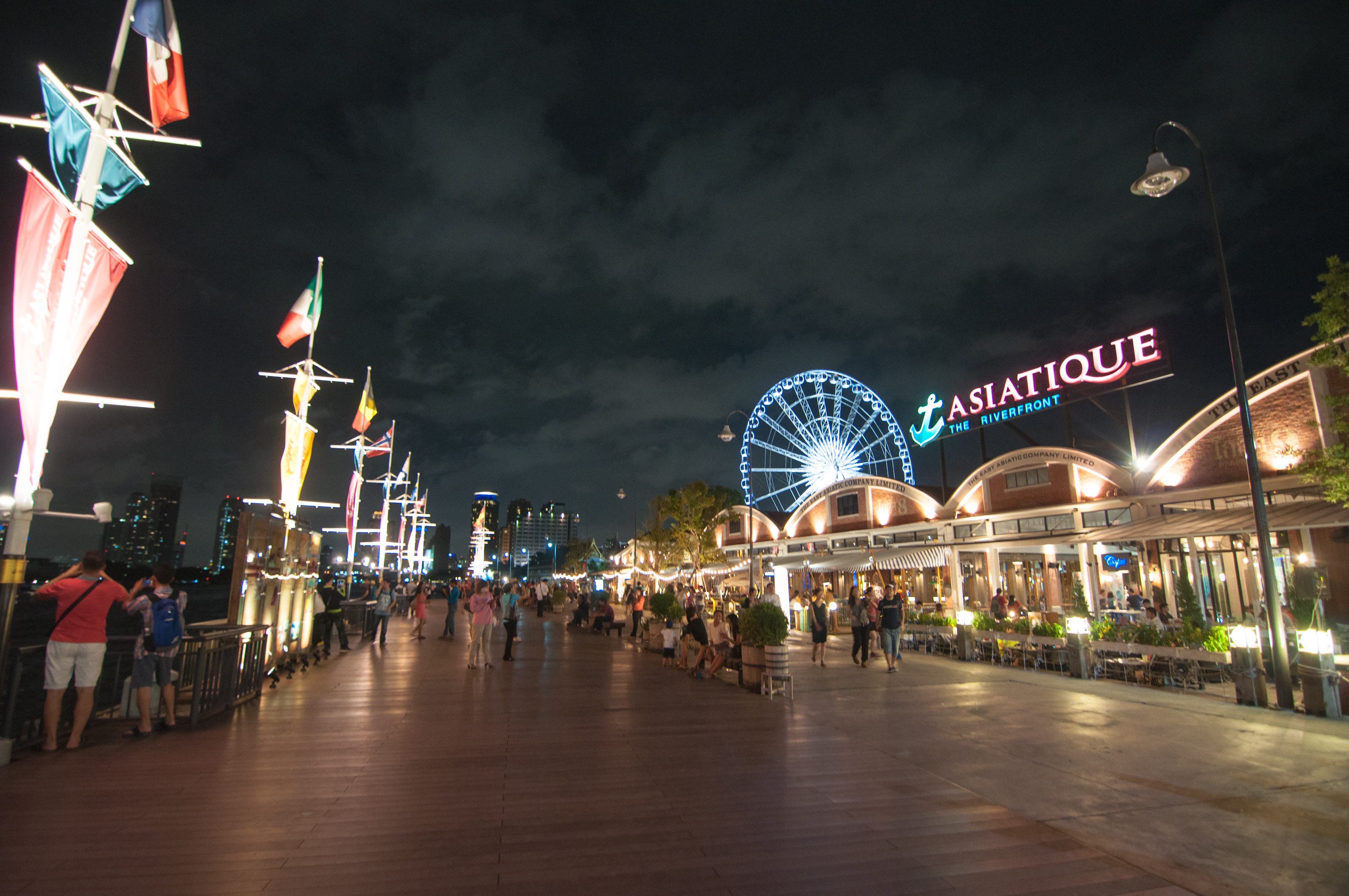

방코램은 방콕의 행정 구역이다. 이 지역의 총 인구 수는 2017년 기준으로 89,358명이다. 인구 밀도는 8,182.21km2이다.

## 행정 구역
| 1. | Bang Kho Laem   | บางคอแหลม  |  |
| 2. | Wat Phraya Krai | วัดพระยาไกร |  |
| 3. | Bang Khlo       | บางโคล่     |  |